# Coccomycetella
Coccomycetella är ett släkte av lavar som beskrevs av Höhn.. Coccomycetella ingår i familjen Odontotremataceae, ordningen Ostropales, klassen Lecanoromycetes, divisionen sporsäcksvampar och riket svampar.
Släktet innehåller bara arten Coccomycetella richardsonii.